# Egzonumia

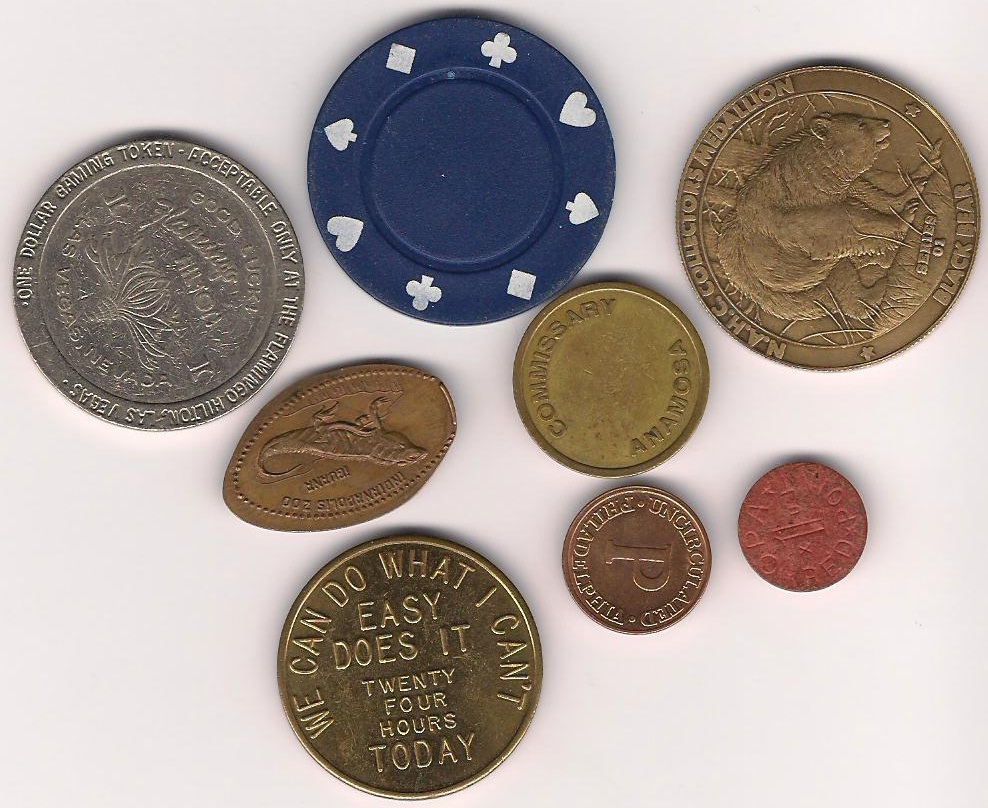

Egzonumia (ang. exonumia) – nauka zajmująca się badaniem, opisem i systematyzowaniem żetonów, medali i innych monetopodobnych przedmiotów, które nie są prawnymi środkami płatniczymi. Także: kolekcjonowanie żetonów. 
Nazwa pochodzi od dwóch słów: greckiego exo „poza, na zewnątrz” oraz łacińskiego nummus „moneta”.